# Černohlávek velkokvětý
Černohlávek velkokvětý (Prunella grandiflora) je nevysoká, převážně planě rostoucí vytrvalá bylina s pyskatými květy obvykle nafialovělé barvy. Je to jeden ze tří původních druhů rodu černohlávek, které vyrůstají v české přírodě.

## Rozšíření
Rostliny tohoto druhu jsou evropského původu a výhradně v Evropě také rostou, nejvíce ve střední a východní. Vyskytují se na západě od severního Španělska a střední Francie až po střední Ural na východě, izolované arely jsou na Krymu a v oblastech před Kavkazem. Jižní evropská hranice vede severem Itálie a Balkánu, severní hranice severem Německa, Polska a jihem Švédska.
V České republice se roztroušeně nachází v teplých nížinách ve středních a severozápadních Čechách a na střední a jižní Moravě. Do středních a vyšších poloh proniká jen ojediněle. Počty rostoucích rostlin černohlávku velkokvětého dlouhodobě klesají, a proto byl „Červeným seznamem cévnatých rostlin z roku 2012“ zařazen mezi ohrožené druhy (C3) rostlin české flóry.

## Ekologie
Tato sluncemilná rostlina osídluje místa s výhradně vápencovitým nebo bazickým podložím. Roste na osluněných travnatých stráních a loukách a také po okrajích a na mýtinách světlých listnatých lesů, kde je půda mírně vlhká. Na vyloženě suchých místech se černohlávku velkokvětému nedaří, vyrůstá velmi nízký a z vytrvalé rostliny se stává jednoletkou nebo dvouletkou.

## Popis
Rostlina je vytrvalá, 15 až 50 cm vysoká a její nafialovělá lodyha roste z krátkého oddenku. Přímá nebo vystoupavá lodyha je čtyřhranná se dvěma sblíženými žebry a je pouze ojediněle větvená a někdy chlupatá. Je porostlá vstřícnými listy, dlouhými 3 až 8 cm a širokými 2 až 4 cm, které jsou u spodu lodyhy řapíkaté a nahoře až přisedlé. Listové čepele jsou vejčité až kopinaté, na bázi klínovité, po obvodě někdy vroubkované, na konci mají krátkou špičku a jsou oboustranně řídce chlupaté.
Pyskaté květy s vejčitými, brvitými listeny vyrůstají po šesti až deseti v jednom až třech k sobě sblížených lichopřeslenech. Vytvářejí tak hustý, vejčitý lichoklas 3 až 5 cm dlouhý, který začíná až okolo 5 cm nad nejvyšším párem listů.
Kalich, asi 1,5 cm dlouhý, má tři horní a dva spodní kopinaté cípy hnědočerně zbarvené. Vyčnívající koruna, až 3 cm dlouhá, má bělavou trubku a fialové pysky, horní pysk je celistvý a vyklenutý, dolní třílaločný je kratší a má střední lalok třásnitý. Ojediněle je celá koruna bílá nebo načervenalá. Většina květů bývá oboupohlavných a jen některé jsou menší a mají zakrslé tyčinky s prašníky. Vykvétají v červnu až srpnu, opylovány jsou včelami a motýly. Plodem jsou čtyři tvrdky. Ploidie druhu je 2n = 28.

## Význam
Tato nízká, na podzim opadávající trvalka bývá občas pěstována v okrasných zahradách, kde poutá pozornost svými květy. Může růst po mnoho let na stejném místě a nevyžaduje náročnou péči. Je také vhodnou rostlinou do kvetoucích trávníků, po posečení dobře a rychle obrůstá. Obsahuje látky podporující srážení krve, a proto se v minulosti používala sušená nať a květy ke stavění krvácení při vnějším poranění.

## Galerie

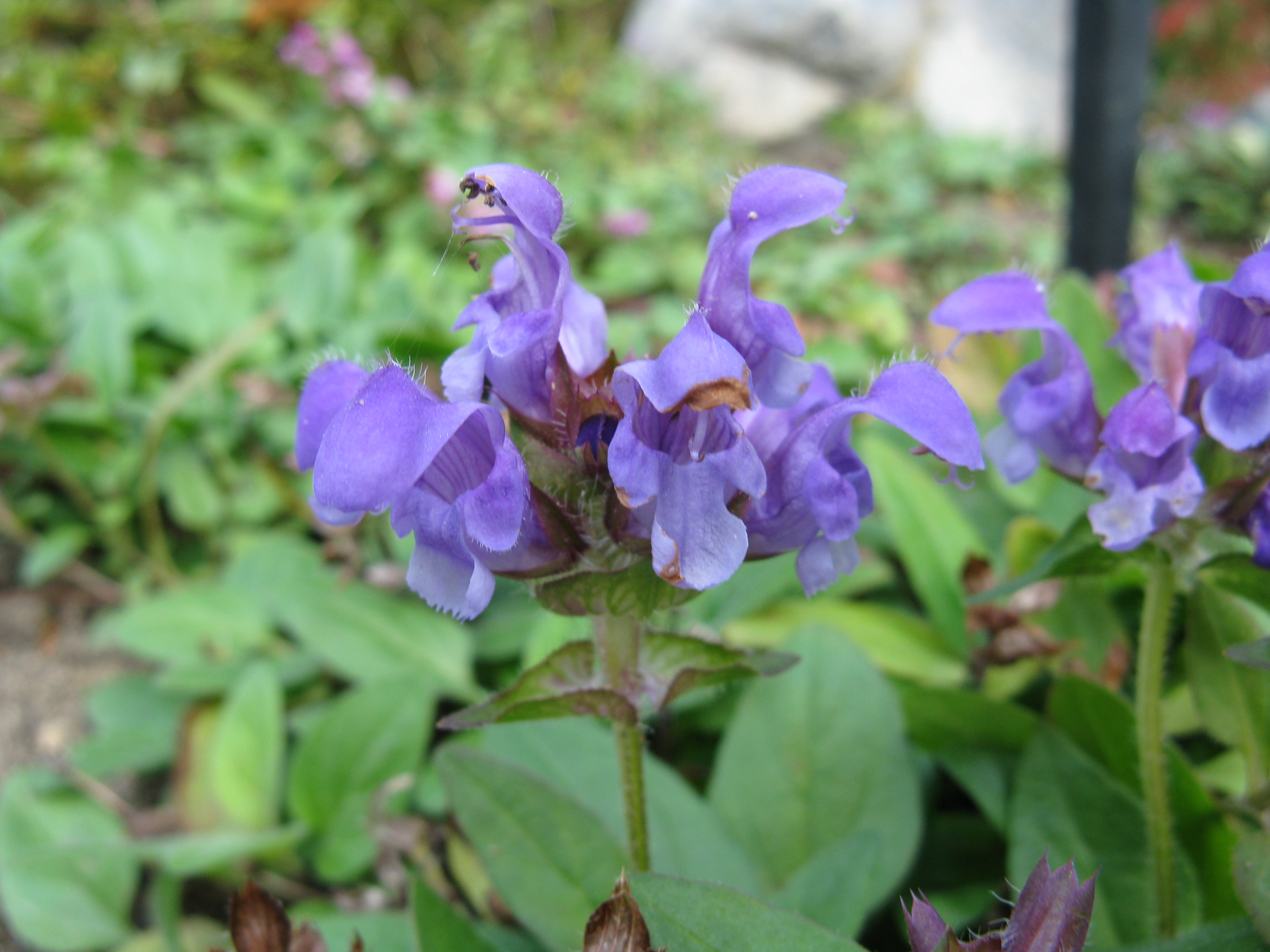
Listy a květy
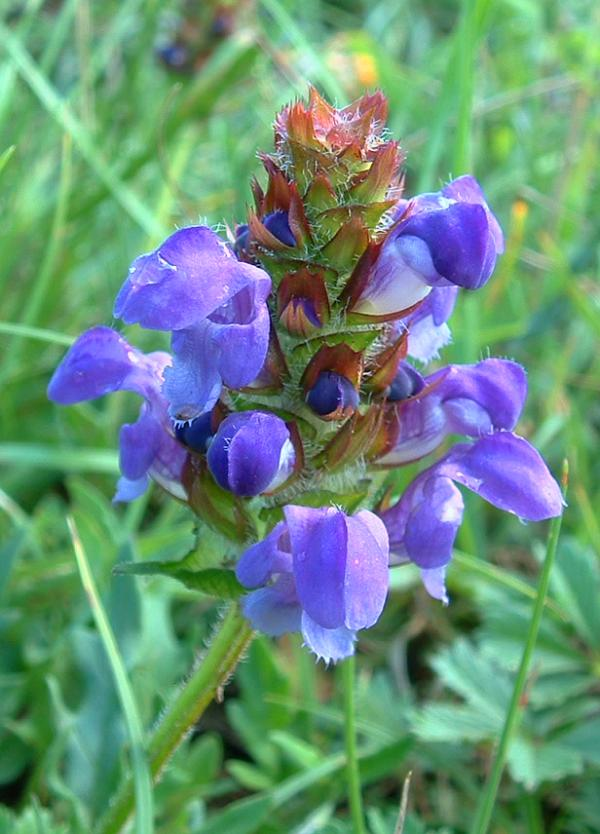
Kvetoucí květenství
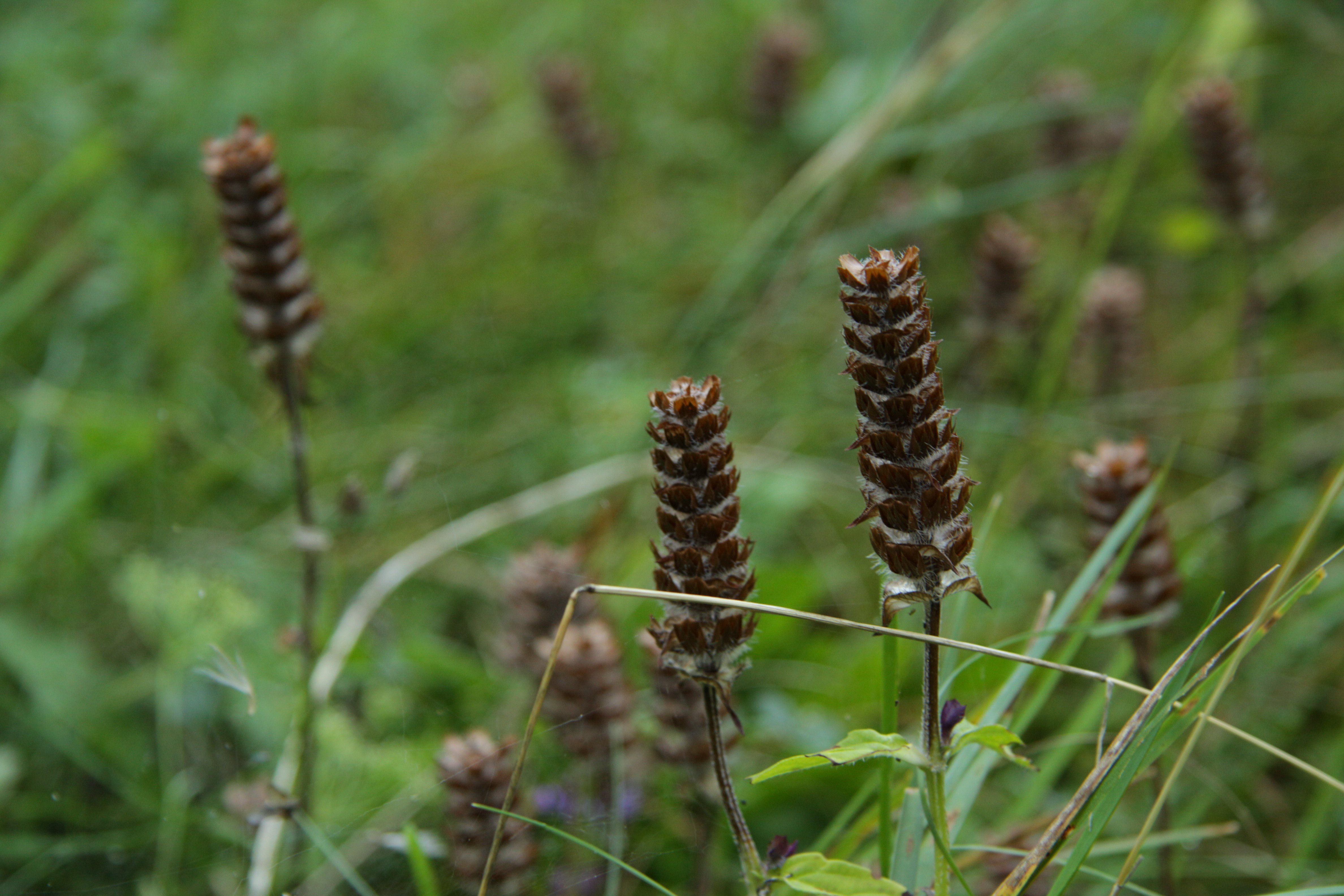
Odkvetlá květenství